# Weltjudentum
Der Ausdruck Weltjudentum bezeichnet in der Regel eine antisemitische Verschwörungstheorie, wonach ein fiktives Kollektiv, „die Juden“ bzw. „das Judentum“, die Weltherrschaft anstrebe oder besitze. Verwandte Ausdrücke sind jüdische Weltverschwörung oder jüdische Weltbeherrschung, jüdische Internationale, goldene Internationale, Alljuda, internationales (Finanz-)Judentum und der internationale Jude. Sinngemäß verwendet werden heute auch Ausdrücke wie Zionist Occupied Government, Weltzionismus, Hochfinanz, Großkapital, internationale Völkermordzentrale, Israellobby und (US-)Ostküste.
Legenden eines heimlichen Weltherrschaftsstrebens „der Juden“ wurden schon im mittelalterlichen Antijudaismus überliefert und im neuzeitlichen Antisemitismus rassistisch verschärft. Für den Nationalsozialismus war das „Weltjudentum“ der „Weltfeind“, den die „arische Herrenrasse“ für ihr eigenes Überleben vernichten müsse. Damit rechtfertigten die Nationalsozialisten ab 1941 ihren Vernichtungskrieg gegen die Sowjetunion und den Holocaust.

## Mittelalterliche Vorläufer
Um 1150 verfasste der englische Mönch Thomas von Monmouth die erste mittelalterliche Ritualmordlegende: Er behauptete, Juden hätten den Knaben William von Norwich, der 1144 tot aufgefunden worden war, von Christen gekauft, am damaligen Karfreitag gefoltert, gekreuzigt und heimlich zu beerdigen versucht, doch sei das Verbrechen durch Wundertaten des getöteten Opfers aufgedeckt worden. Zudem behauptete er, ein bekehrter Jude habe ihm von einem jährlichen Geheimtreffen von Rabbinern und anderen führenden Juden Spaniens in Narbonne berichtet: Dabei würden diese durch ein Losverfahren ein christliches Ritualmord-Opfer für das Folgejahr auswählen, „da sie ohne menschliches Blut weder Freiheit erlangen noch dereinst in das Land ihrer Väter zurückkehren können.“ Diese Verschwörungsthese wurde auch von Thomas von Cantimpré (1201–1270 oder 1272) überliefert und diente dazu, frühere Pogrome gegen Juden zu rechtfertigen und einen Märtyrerkult in Norwich zu begründen, um Einkünfte durch christliche Pilger zu erlangen.
Während der großen Pestpandemie 1347–1353 schrieben spanische und südfranzösische Flugschriften den vielfach in Ghettos konzentrierten Judengemeinden Europas eine heimlich verabredete Brunnenvergiftung zur Ausrottung der Christen zu. Dies löste eine schwere Pogromwelle in ganz Europa mit hunderttausenden jüdischen Opfern aus.
Dieses antijudaistische Motiv einer heimlichen Verabredung einflussreicher Juden gegen alle Christen gilt als eine historische Wurzel der Verschwörungstheorie vom Weltjudentum.

## Neuzeitlicher Antisemitismus

### Frankreich
Infolge der Französischen Revolution 1789 schufen Angehörige der damals entmachteten Schichten, vor allem adelige Anhänger der Bourbonen und einer Restauration des katholischen Ständestaates, eine Reihe von Verschwörungsthesen. Der Jesuit Augustin Barruel behauptete 1797 ein Komplott der Freimaurer, die er mit den Aufklärungsphilosophen und Jakobinern gleichsetzte, gegen das Christentum.
1791 erhielten die französischen Juden die vollen Staatsbürgerrechte. Daher galten sie Gegnern der Revolution als mögliche Drahtzieher derselben. Diese Sicht verfestigte sich, als Napoléon Bonaparte sich für die Religions- und Organisationsfreiheit der Juden auch in allen von Frankreich besetzten Gebieten einsetzte und am 23. August 1806 dazu einen neuen jüdischen Hohen Rat (Sanhedrin) einberief.
Im selben Jahr erschien der sogenannte Simonini-Brief, dessen Autor behauptete, er habe als italienischer Offizier jüdischer Abstammung von Intrigen habgieriger Juden gegen die Christen Europas erfahren. Barruel habe ein geheimes Bündnis der Juden mit Jakobinern, Freimaurern und Illuminaten übersehen, um von Frankreich aus die Christen auszulöschen und eine jüdische Weltherrschaft aufzubauen. Ähnliche Thesen vertrat damals auch Louis-Gabriel-Ambroise de Bonald in seinem Artikel Sur les juifs. Sie wurden beibehalten, obwohl die meisten Freimaurerlogen Juden ausgeschlossen hatten und der antijüdische Illuminatenorden 1784 verboten und daraufhin aufgelöst worden war.
1846 veröffentlichte Alphonse Toussenel in Paris den Traktat Les Juifs, rois de l'epoque („Die Juden, Könige der Epoche“), der bald in viele Sprachen übersetzt wurde. 1869 erschien in Paris das Pamphlet Le juif, le judaïsme et la judaisation des peuples chrétiens („Die Juden, der Judaismus und die Judaisierung der christlichen Völker“) von Henri Roger Gougenot des Mousseaux, das im Blick auf die Damaskusaffäre von 1840 die antijüdische Ritualmordlegende propagierte. Papst Pius IX. verlieh dem Autor für das Buch einen hohen kirchlichen Orden. Es erlebte mehrere Neuauflagen, diente als Vorlage für weitere antisemitische Pamphlete wie August Rohlings Bestseller Der Talmudjude (1871) und Albert Monniots Le crime rituel chez les juifs (Paris 1914) und wurde 1921 von Alfred Rosenberg ins Deutsche übersetzt (Der Jude, das Judentum und die Verjudung der christlichen Völker).
1878 veröffentlichte die antisemitische Zeitschrift Le Contemporain einen angeblichen Brief Barruels von 1806: Ein italienischer Offizier habe ihn auf eine Verschwörung der Juden aufmerksam gemacht, die den Illuminatenorden kontrollierten. Er habe daraufhin seinen fertigen fünften Band zu Verschwörungen der Juden unveröffentlicht gelassen, um kein Pogrom auszulösen. Das sollte das Fehlen der Juden in seinen Verschwörungstheorien plausibel machen und dem Simoninibrief nachträglich mehr Reputation verleihen.
Édouard Drumont verfasste 1880 La France Juive, das oft neu aufgelegte Grundlagenwerk des modernen Antisemitismus in Frankreich.

### Italien
1775 hatte Papst Pius VI. ein Edikt über die Juden erlassen, das sämtliche judenfeindlichen Gesetze des Mittelalters sammelte und für die Juden im Ghetto des Kirchenstaates in Rom bekräftigte. 1797 wurden diese Judengesetze im Zuge der militärischen Besetzung Roms durch französische Truppen aufgehoben. Daraufhin ersetzten Vatikantheologen die frühere Idee einer päpstlichen Schutzpflicht für die Juden immer mehr durch die Annahme, die Christen vor dem angeblichen zunehmenden und verderblichen Einfluss der Juden schützen und die Jüdische Emanzipation abwehren zu müssen.
1814 kehrte der von Napoleon gefangengenommene Papst Pius VII. aus dem französischen Exil in den Kirchenstaat zurück. Der konservative Katholik und spätere Kardinal Giuseppe Antonio Sala übergab ihm dort einen Reformplan, der vorsah, die rechtliche Gleichstellung der italienischen Juden wieder aufzuheben, und dies mit dem angeblichen Machtstreben aller Juden begründete: Sie hätten die für sie günstige Säkularisierung in Europa ausgenutzt, um im Schutz von Aufklärungsideen und mit diesen „infizierten“ Herrschern „ihr Joch abzuwerfen“ und „ihren Aberglauben auszuüben“. Als „unermüdliche Verfertiger von Betrug und Täuschung“ trachteten sie nach Wiederherstellung ihres Reiches Juda und Wiederaufbau ihres Tempels, um Jesu Prophezeiung der Tempelzerstörung Lügen zu strafen, das Christentum zu entmachten und sich kirchliche Besitztümer anzueignen. Dem müsse der Papst wenigstens im eigenen Herrschaftsbereich einen Riegel vorschieben.
Salas Artikel blieb zunächst folgenlos. Im September 1825 forderte aber Francesco Ferdinando Jalabot, später Meister des Dominikanerordens, im 1823 neugegründeten Giornale ecclisiastico di Roma erneut die Ghettoisierung der italienischen Juden und strikte Anwendung aller früheren Judengesetze, um sie zum Übertritt zum Christentum zu bewegen. Nur dann seien sie als gleichberechtigte Bürger in die christliche Gesellschaft aufzunehmen. Ihre schlechten kollektiven Eigenschaften hätten im Geschichtslauf ständig Verbrechen an Christen und Unruhen erzeugt. Ihre Unterdrückung sei notwendige Folge des Fluchs, den sie durch den Gottesmord auf sich gezogen hätten. Andernfalls würden sie aufgrund ihres verdorbenen Volkscharakters unweigerlich die Christen unterjochen. Papst Leo XII. widersprach diesem Pamphlet nicht; möglicherweise gab er es als Kardinal selbst in Auftrag.
Seit 1890 propagierten fast alle katholischen Zeitungen Italiens, darunter der vatikanische Osservatore Romano, kampagnenartig die angebliche jüdische Kultur- und Weltbeherrschung. Das Jesuitenorgan La Civiltà Cattolica begann 1890 eine Artikelserie zur „jüdischen Frage“ und erklärte diese zur „Überlebensfrage“ der christlichen Welt. Die Juden seien als Ausbeuter der Christen untereinander eng verbunden, gegen ihre „Verschlagenheit und Übermacht“ gebe es daher kaum Gegenmittel. Ihre Enteignung und Verbannung seien gleichwohl falsch: Maßvolle Gesetze müssten ihren (behaupteten) unaufhaltsamen Aufstieg bremsen und sie selbst vor der „Rache der Völker“ schützen.
1894 bezogen alle katholischen Blätter Italiens in der Dreyfus-Affäre gegen den jüdischen Offizier Alfred Dreyfus Stellung und deuteten seinen angeblichen Hochverrat verschwörungstheoretisch: Die Emanzipation habe den Juden überall Macht und Einfluss verschafft, den sie im Bund mit Freimaurern und Frühsozialisten nun in allen Bereichen ausnutzten. Erst als sich 1898 eine Prozessrevision abzeichnete, deuteten dieselben Blätter die Affäre als innerfranzösische juristische Angelegenheit. Papst Leo XIII. mahnte 1899 zur Beendigung der Affäre.

### Deutschland vor 1933
Der Dominikaner Ludwig Greinemann verband erstmals Juden und Freimaurer, indem er 1778 in einer Predigt in Aachen behauptete, Pontius Pilatus, Herodes Antipas und Judas Iskariot seien Mitglieder einer Freimaurerloge gewesen, die heimlich die Ermordung Jesu geplant habe.
Deutsche Nationalisten lehnten die Judenemanzipation ab und sahen darin eine Bedrohung bisheriger Privilegien. So warnten Hartwig von Hundt-Radowsky, Friedrich Rühs und andere seit 1812 vor einer bevorstehenden jüdischen Weltherrschaft der einst unterdrückten, nun angeblich bevorteilten Minderheit der Juden über die christliche, besonders die „germanische“ Welt. Dieses Motiv griff auch Wilhelm Marr 1879 auf und sprach kulturpessimistisch von einem „Sieg des Judenthums über das Germanenthum“, wobei er die Juden bereits als eigene Rasse darstellte.
Die Überzeugung von einem jüdischen Weltherrschaftsstreben vertraten auch Politiker wie Eduard Hartmann. In seinem Buch Das Judentum in Gegenwart und Zukunft (1885) grenzte er sich wie Heinrich von Treitschke vom Antisemitismus ab und versuchte eine ausgleichende Position einzunehmen. Dennoch schrieb er von „Wirtsvölkern“, die die Juden bei sich aufgenommen und denen sie die Menschenrechte gewährt hätten. Zum Dank dafür hätten die Juden sich aber nicht vollständig assimiliert, sondern an ihrer religiös-nationalen Sonderexistenz festgehalten und so den Antisemitismus erzeugt. In ihrem Messiasglauben, ihrem internationalen Gemeinschaftsgefühl und ihren Organisationen sah er ihr Herrschaftsstreben:

„So bildet das Judentum eine internationale Freimaurerei, die an der Religion ihren idealen Inhalt, an dem ethnologischen Typus ihr sichtbares Erkennungszeichen und an der Alliance Israélite Universelle und deren Kapitalmacht das Kristallisationszentrum einer internationalen Organisation besitzt.“

Diese sei „die erste embryonale Anlage zu einer Zentralregierung der künftigen jüdischen Weltherrschaft“ und ein „bedauerliches Hindernis für die schnellere Entjudung der Juden“. Würde das Judentum also an seiner Identität festhalten, dann hätte es „das deutsche Volk durch die Forderung und Annahme der Jüdischen Emanzipation betrogen“.
Adolf Hitler identifizierte in seinen frühen Reden die New Yorker Börse als „Hauptquartier des Weltjudentums“, wo man bestrebt sei, Deutschland als letzten Nationalstaat, der noch nicht vollständig von den Börsen regiert werde, zu zerschmettern. Den Bolschewismus sah er nicht in gleichem Ausmaß als Gefahr. Er sei nur eines der Mittel, mit dem Staaten unterminiert und der „Hochfinanz“ ausgeliefert werden sollten.

### Russland
1903 erschienen erstmals die Protokolle der Weisen von Zion als Flugschriften auf Russisch, um die Bevölkerung zu Pogromen gegen Juden aufzuhetzen. 1905 gab Sergei Alexandrowitsch Nilus sie als Anhang in seinen Büchern heraus. Der Text besteht großenteils aus Plagiaten anderer Werke, namentlich von Hermann Goedsche und Maurice Joly und führt neuzeitliche Kriege, Kapitalismus, Börsenspekulation, Liberalismus, Sozialismus, Anarchismus und andere negativ gedeutete Phänomene auf eine angebliche Geheimelite von Juden und Freimaurern zurück, die die Weltherrschaft anstreben würden. Russische Rechtsextremisten interpretierten die Oktoberrevolution 1917 als Folge einer jüdisch-freimaurerischen Weltverschwörung und schufen den Mythos vom angeblich jüdischen Bolschewismus. Maßgeblich durch den baltisch-stämmigen NS-Ideologen Alfred Rosenberg prägten diese Vorstellungen die Ideologie der NSDAP. Rosenberg sah im Kapitalismus und im Kommunismus nur verschiedene Ausdrucksweisen einer „jüdisch-freimaurerischen Weltverschwörung“ (židomasonstvo). Dieser Gedanke gehe maßgeblich auf eine antisemitische Schrift von Dostojewski zurück, den Rosenberg wiederholt anführte.
1920 veröffentlichte der rechtsradikale Publizist Ludwig Müller von Hausen (1851–1926) eine deutsche Übersetzung der Protokolle. Diese beeinflusste die NSDAP: Gottfried Feder und Adolf Hitler benutzten die Protokolle in ihren Schriften als Beweis für eine jüdische Weltverschwörung, Alfred Rosenberg behauptete ihre Echtheit.
Seit 1933 benutzten die Nationalsozialisten die Protokolle weiterhin als „tödliches Mobilisierungs- und Manipulationsinstrument“.

## Nationalsozialismus
Hitler beschrieb das „Weltjudentum“ bzw. „den Juden“ in Mein Kampf (1925/26) als „Gegenrasse“ zur „nordischen Rasse“, die vor allem die deutsche Nation von innen durch „Blutvergiftung“ und „rassische Zersetzung“, von außen mit ideologischer Hetzpropaganda und wirtschaftlicher Macht zu zerstören trachte, um sich mit allen Mitteln die Weltherrschaft anzueignen. Dabei griff Hitler auf biologistische Metaphern zurück, wonach Juden als „Parasiten im Körper anderer Völker“, Bazillen und Blutsauger ihr „Wirtsvolk zum Absterben“ brächten. Diese Motive waren seit der frühen Neuzeit im Frühantisemitismus weit verbreitet.
Als äußere Vertreter des Weltjudentums sah Hitler vor allem den Marxismus und „Bolschewismus“. Er verband Juden und Kommunisten zum universalen Feindbild des „jüdischen Bolschewismus“, dessen Streben nach internationaler Einigung der Arbeiterklasse zwangsläufig zur Zerstörung aller Nationalismen und Rassen führe. Als Varianten und Ableger dieser Bedrohung sah er auch den Pazifismus, die Freimaurerei, die „anglo-amerikanische Plutokratie“ (sein Ausdruck für Kapitalismus) und politisches Christentum.
Nach Beginn der NS-Herrschaft 1933 wurde dieses umfassende Feindbild von der NS-Propaganda ständig verbreitet und entfaltet; dazu wurde eine Pseudowissenschaft etabliert. So erschienen zahlreiche Schriften zu diesem Thema, darunter:
- Wilhelm Dlugosch: Der Jude – sachlich gesehen Weltjudentum, Weltfreimaurerei. 1935
- Walter Wache: Judenfibel. Was jeder vom Weltjudentum wissen muß! 1936
- Dieter Schwarz: Das Weltjudentum Organisation, Macht u. Politik. 1939; 1944
- Jens Lornsen: Britannien, Hinterland des Weltjudentums. 1940
- Hermann Erich Seifert (Pseudonym „Heinrich Hest“): Palästina: Judenstaat? England als Handlanger des Weltjudentums. 1939; Der jüdische Kampf um Palästina. England als Handlanger des Weltjudentums. 1943
- Eugen Fischer: Das antike Weltjudentum. Tatsache, Texte, Bilder. 1943

Im Kontext der Kriegsvorbereitung verschärfte das NS-Regime seine antisemitische Propaganda. Am 11. und 13. Januar 1939 strahlte der deutsche Rundfunk eine zweiteilige Sendung des NS-Historikers Walter Frank zum Thema Deutsche Wissenschaft im Kampf gegen das Weltjudentum aus. Der Autor hob hervor, dass sich Forschung zur „Judenfrage“ nur im Gesamtkontext der nationalen und globalen Geschichte treiben lasse:

„Das Judentum ist eines der großen negativen Prinzipien der Weltgeschichte, es ist also nur denkbar als der Parasit im positiven Gegenprinzip. So wenig etwa Judas Ischariot samt seinen dreißig Silberlingen und samt dem Strick, an dem er sich zuletzt erhängte, verstanden werden kann ohne den Herrn, dessen Gemeinschaft er hohnlächelnd verriet und dessen Antlitz ihn doch verfolgte bis zur letzten Stunde – so wenig kann jene Nachtseite der Geschichte, die sich Judentum nennt, verstanden werden ohne eine Einordnung in die Gesamtheit eines geschichtlichen Prozesses, in dem Gott und der Satan, Schöpfung und Zersetzung in ewigem Ringkampf liegen.“

Am 19. Januar 1939 erschien ein Vortragstext von Herbert Hagen vom SD für eine Tagung der höheren SS-Führer in Oldenburg unter dem Titel: Das internationale Judentum. Der Autor erklärte darin, die Judenfrage sei „überhaupt das Problem der Weltpolitik im Augenblick“. Die westlichen Demokratien hätten nicht die Absicht, es zu lösen, weil die Juden die Politik dieser Länder lenkten und sie nicht verlassen, sondern Palästina nur als eine Art „jüdischen Vatikan“ benutzen wollten. Dann zählte er zahlreiche jüdische Organisationen auf, über deren Verbindungen die Juden Wirtschaft und Politik ihrer „Gastländer“ angeblich beherrschten. Als deren Zentrale nannte er den Jüdischen Weltkongress, die Zionistische Weltorganisation und B’nai B’rith. Als Führungskopf nannte er Chaim Weizmann und zitierte mehrfach aus dessen Essays und Reden, die 1937 in Tel Aviv erschienen waren. Daraus folgerte er, das Weltjudentum mit seinen Ablegern in Europa sei der vorrangig zu bekämpfende kommende Kriegsgegner.
Dass das Weltjudentum den Ersten Weltkrieg, die Niederlage Deutschlands und die Novemberrevolution verursacht habe, war fester Bestandteil der antisemitischen Dolchstoßlegende, die Hitler gemeinsam mit vielen deutschen Nationalisten seit 1919 vertrat. Am 30. Januar 1939 hielt er eine Reichstagsrede zum Jahrestag seiner Machtübernahme, in der er im Falle eines neuen Weltkriegs „die Vernichtung der jüdischen Rasse in Europa“ androhte. Mit dem Überfall auf Polen 1939 und dem Krieg gegen die Sowjetunion führte Hitler selbst diesen Weltkrieg herbei.
In den Jahren 1941 bis 1945 kam er oft auf seine Drohung gegen die Juden vom Januar 1939 zurück und deutete ihren Vollzug an. Unter dem euphemistischen Begriff „Endlösung der Judenfrage“ versuchte das NS-Regime das fiktive „Weltjudentum“ im eigenen Machtbereich auszurotten. Der Holocaust gilt als Teil der nationalsozialistischen Herrschafts-, Versklavungs- und Vernichtungspolitik in Osteuropa und damit als strategisches Kriegsziel.
Ab September 1944 stellte die NS-Propaganda den Morgenthau-Plan vom Frühjahr 1944, einen von US-Präsident Franklin D. Roosevelt verworfenen Entwurf zur Umwandlung Deutschlands in einen Agrarstaat, als Plan des Weltjudentums zur „Versklavung“ der Deutschen dar und begründete damit ihre Durchhalteparolen. Im rechtsextremen Geschichtsrevisionismus wird der politisch bedeutungslose Entwurf wegen der jüdischen Herkunft und Regierungszugehörigkeit von Henry Morgenthau weiter für antisemitische Verschwörungstheorien benutzt (Morgenthau-Legende).
Im letzten Satz seines Politischen Testaments forderte Hitler am 29. April 1945 kurz vor seinem Suizid von den Deutschen nochmals den „unbarmherzigen Widerstand gegen den Weltvergifter aller Völker, das internationale Judentum.“

## Projektionsthese
Anhand der Interpretation von Verschwörungsmythen stellt der Sozialwissenschaftler Samuel Salzborn fest, dass ihnen „zumeist unbewusste […] und verdrängte […], bisweilen aber auch bewusste […] Wünsche und Sehnsüchte“, vor allem nach Teilhabe an der imaginierten „Macht des völkischen Kollektivs“, zugrunde liegen. Der Glaube an die Existenz einer jüdischen Weltverschwörung habe sich am deutlichsten im Nationalsozialismus als „projektiver Verschwörungswahn der antisemitischen Vernichtung“ erwiesen, „der selbst eben genau jenes weltbeherrschende und unterjochende System als völkisch-antisemitisches ‚Tausendjähriges Reich‘ errichten wollte, das er in der Verschwörungsphantasie antisemitisch erfunden und projiziert hatte.“ Das, „was den Anderen im Verschwörungsmythos vorgeworfen und vorgehalten“ werde, sei eigentlich das Eigene.

## Einzelbelege
1. ↑  Wolfram Meyer zu Uptrup: Kampf gegen die „jüdische Weltverschwörung“: Propaganda und Antisemitismus der Nationalsozialisten 1919 bis 1945. Zentrum für Antisemitismusforschung, Metropol, Berlin 2003, ISBN 3-932482-83-2, S. 76, 284, 369 und öfter; Carmen Matussek: Der Glaube an eine „jüdische Weltverschwörung“. Die Rezeption der „Protokolle der Weisen von Zion“ in der arabischen Welt. LIT Verlag, Münster 2012, ISBN 3-643-11687-X, S. 102 und 108.
2. ↑  Wolfgang Benz (Hrsg.): Handbuch des Antisemitismus Band 3: Begriffe, Theorien, Ideologien. De Gruyter / Saur, Berlin 2010, S. 164–166 und S. 111–113
3. ↑  Cornelia Schmitz-Berning: Vokabular des Nationalsozialismus. De Gruyter, Berlin 2000, ISBN 3-11-016888-X, S. 323.
4. ↑  Uwe Backes (Hrsg.): Rechtsextreme Ideologien in Geschichte und Gegenwart. Böhlau, Köln 2003, ISBN 3-412-03703-6, S. 231.
5. ↑  Ronald Posch (2016): Die Sprache des Antisemitismus, in: Die Presse
6. ↑  Deutsche Zukunft, (1999) 1, S. 5 sowie (2000) 8, S. 7 und 18; Deutsche Stimme (2004) 5, S. 10., zitiert nach Prof. Dr. Werner Bergmann (2005): Antisemitismus im Rechtsextremismus, in: Bundeszentrale für politische Bildung
7. ↑  Doron Rabinovici, Ulrich Speck, Natan Sznaider: Neuer Antisemitismus? Eine globale Debatte. Suhrkamp, Frankfurt am Main 2004, ISBN 3-518-12386-6, S. 143.
8. ↑  Jovan Byford: Conspiracy Theories: A Critical Introduction. Palgrave Macmillan, 2011, S. 171.
9. ↑  Lars Rensmann: Demokratie und Judenbild. Antisemitismus in der politischen Kultur der Bundesrepublik Deutschland. Verlag für Sozialwissenschaften, Wiesbaden 2004, ISBN 3-531-14006-X, S. 242. und öfter
10. ↑  Beispiel: Julius Streicher: Schlagt den Weltfeind! (Der Stürmer, 30. März 1933); zitiert bei Armin Pfahl-Traughber, Anton Pelinka, Helmut Reinalter: Der antisemitisch-antifreimaurische Verschwörungsmythos in der Weimarer Republik und im NS-Staat. Braumüller, 1993, ISBN 3-7003-1017-X, S. 84.
11. ↑  Johannes Heil: Matthaeus Priensis, Henry Morgenthau und die jüdische Weltverschwörung. In: Wolfgang Benz, Peter Reif-Spirek (Hrsg.): Geschichtsmythen. Legenden über den Nationalsozialismus. Metropol, Berlin 2003, ISBN 3-936411-28-X, S. 133f.
12. ↑  Göran Larsson: Die Macht einer Lüge. Fakten oder Fälschung: Die Protokolle der Weisen von Zion, Teil II: Wurzeln, S. 20f (PDF; 433 kB)
13. ↑  David I. Kertzer: Die Päpste und die Juden. Der Vatikan und die Entstehung des modernen Antisemitismus. Propyläen, München 2001; referiert bei HaGalil (Nachdruck): Gefälschte Talmud-Zitate: Dr. Kroner, Dr. Bloch und der Prozess Rohling/Bloch vom November 1885
14. ↑  Thomas Brechenmacher: Der Vatikan und die Juden. Geschichte einer unheiligen Beziehung. C.H. Beck, München 2005, S. 72f.
15. ↑  Thomas Brechenmacher: Der Vatikan und die Juden. Geschichte einer unheiligen Beziehung. München 2005, S. 76f.
16. ↑  Thomas Brechenmacher: Der Vatikan und die Juden. Geschichte einer unheiligen Beziehung. München 2005, S. 132f.
17. ↑  Johannes Rogalla von Bieberstein: Die These von der jüdisch-freimaurerischen Weltverschwörung 1776–1945. Flensburger Hefte 1977 (Memento vom 7. November 2007 im Internet Archive) (PDF; S. 30; 86 kB)
18. ↑  Alex Bein: Die Judenfrage. Biographie eines Weltproblems. Band 2: Anmerkungen, Exkurse, Register. Stuttgart 1980, S. 202.
19. ↑  Brendan Simms: Antisemitism and Anti-(International) Capitalism in the Early Thought of Adolf Hitler, 1919–1924. In: Antisemitism Studies 7, Heft 1 (2023), S. 138 ff.
20. ↑  Michael Hagemeister: The Protocols of the Elders of Zion – a Forgery? In: Gabriella Catalano et al. (Hrsg.): La verità del falso. Studi in onore di Cesare G. De Michelis. viella, Rom 2015, S. 163–171; Richard J. Evans: Das Dritte Reich und seine Verschwörungstheorien. Wer sie in die Welt gesetzt hat und wem sie nutzen. Von den „Protokollen der Weisen von Zion“ bis zu Hitlers Flucht aus dem Bunker. DVA, München 2021, ISBN 978-3-421-04867-7, S. 28–40.
21. ↑  Michael Kellogg: The Russian Roots of Nazism. White Émigrés and the making of National Socialism 1917–1945. 2005, ISBN 0-521-84512-2, S. 223.
22. ↑  Wolfgang Wippermann: Rassenwahn und Teufelsglaube. Frank & Timme, 2005, ISBN 3-86596-007-3, S. 138.
23. ↑  Johannes Rogalla von Bieberstein: Die These von der Verschwörung, 1776–1945. Peter Lang, 1976, ISBN 3-261-01906-9, S. 232.
24. ↑  Adolf Hitler: Mein Kampf. Band 2 (1926), S. 629.f, 702 und 751; zitiert bei Doris Lindner: Schreiben für ein besseres Deutschland. Königshausen & Neumann, 2002, ISBN 3-8260-2257-2, S. 50.
25. ↑  Adolf Hitler: Mein Kampf. Band 1, 1925, S. 254 und 358; zitiert bei Marcel Atze: „Unser Hitler“. Der Hitler-Mythos im Spiegel der deutschsprachigen Literatur nach 1945. Wallstein Verlag, 2003, ISBN 3-89244-644-X, pg=PA152, S. 152.
26. ↑  Nicoline Hortzitz: Die Sprache der Judenfeindschaft in der frühen Neuzeit (1450–1700): Untersuchungen zu Wortschatz, Text und Argumentation. Winter, 2005, ISBN 3-8253-1365-4, S. 476.
27. ↑  Horst Möller, Udo Wengst: Einführung in die Zeitgeschichte. C.H. Beck, München 2003, S. 106.
28. ↑  zitiert nach Saul Friedländer: Das Dritte Reich und die Juden. Die Jahre der Verfolgung 1933–1939. dtv, München 1998/2000, S. 337f.
29. ↑  nach Saul Friedländer: Das Dritte Reich und die Juden. Band 1: Die Jahre der Verfolgung 1933–1939. München 1998, S. 336f.
30. ↑  Wolfgang Benz, Hermann Graml, Hermann Weiß: Enzyklopädie des Nationalsozialismus. Klett-Cotta, 1998, ISBN 3-608-91805-1, S. 325.
31. ↑  Johannes Heil: Matthaeus Priensis, Henry Morgenthau und die jüdische Weltverschwörung. In: Wolfgang Benz, Peter Reif-Spirek (Hrsg.): Geschichtsmythen. Legenden über den Nationalsozialismus. Metropol, Berlin 2003, ISBN 3-936411-28-X, S. 131 f.
32. ↑  Samuel Salzborn: Angriff der Antidemokraten. Die völkische Rebellion der Neuen Rechten. Beltz Juventa, Weinheim 2017, S. 126.